# Palaemnema brasiliensis
Palaemnema brasiliensis – gatunek ważki z rodziny Platystictidae. Endemit brazylijskiej Amazonii. W 2024 roku Garrison i von Ellenrieder zsynonimizowali ten takson z Palaemnema brevignoni.